# وسام وهیب
وسام وهیب (عربی: وسام وهيب؛ زادهٔ ۱ آوریل ۱۹۹۲) ورزشکار اهل عربستان سعودی است.
از باشگاه‌هایی که در آن بازی کرده‌است می‌توان به باشگاه فوتبال الشباب عربستان سعودی، باشگاه فوتبال نجران عربستان سعودی، و باشگاه فوتبال القادسیه عربستان سعودی اشاره کرد.